# Adams Glacier (glaciär i Wilkes Land, Antarktis)
Adams Glacier är en glaciär i Antarktis. Den ligger i Östantarktis. Australien gör anspråk på området. Adams Glacier ligger 34 meter över havet.
Terrängen runt Adams Glacier är huvudsakligen platt. Adams Glacier ligger nere i en dal. Trakten är obefolkad utan några samhällen i närheten.